# Guzmania donnellsmithii
Guzmania donnellsmithii är en gräsväxtart som beskrevs av Carl Christian Mez och John Donnell Smith. Guzmania donnellsmithii ingår i släktet Guzmania och familjen Bromeliaceae. Inga underarter finns listade i Catalogue of Life.